# Eede
Eede (West-Vlaams: d’Eêë) is een dorp en voormalige gemeente in de Nederlandse provincie Zeeland, gelegen in het westelijke deel van Zeeuws-Vlaanderen, behorend tot de gemeente Sluis. Het ligt aan de grens, ten zuiden van Aardenburg, aan de weg naar het Belgische Maldegem. Het dorp heeft 925 inwoners (2023). In de 17e eeuw groeide het dorpje door immigratie vanuit de Zuidelijke Nederlanden. Anno 2016 is er opnieuw immigratie vanuit België en is bijna de helft van de inwoners in Eede van directe Belgische afkomst.

## Etymologie
Eede ligt ter plaatse van het vroegere gehucht Coensdijke. Het is vernoemd naar het riviertje Ee of Eede dat van Maldegem langs het huidige Eede naar het Zwin stroomde. Niet te verwarren met Ede, dat bij Wageningen ligt.

## Geschiedenis
Eede ontstond tijdens de Tachtigjarige Oorlog na de verovering van dit gebied door prins Maurits in 1604. Nog in 1607 was er slechts sprake van een paar hutjes. Na de Vrede van Münster in 1648 groeide het dorpje verder uit. Dit kwam met name door de toestroom van doopsgezinde vluchtelingen uit de Zuidelijke Nederlanden. Dezen gingen vooral in de buurtschap Biezen wonen. Ook hervormden kwamen in Eede wonen. Er werd dan ook een hervormde kerk gebouwd, die in 1650 gereed kwam. Het was de eerste kerk die hier ooit gebouwd werd.
Geleidelijk aan stroomden geen protestanten meer toe, bovendien woonden dezen liever wat verder van de grens. De ontvolking werd opgevangen door katholieke arbeidskrachten, zodat omstreeks 1800 het overgrote deel van de bevolking al katholiek was. In 1807 konden dezen dan ook de hervormde kerk overnemen. De hervormden gingen samen met de Hervormde Gemeente in Sint Kruis. Het kerkje, gewijd aan Onze Lieve Vrouw Hemelvaart, werd in 1848 vergroot. Omstreeks deze tijd raakte ook de naam Eede in zwang, waar voor die tijd van Beoosten Eede en Bewesten Eede werd gesproken. In 1851 werd een toren gebouwd, maar in 1912 brak brand uit in de kerk.
Economisch was de toestand niet goed. De grond was niet erg vruchtbaar en de draagkracht van de arbeiders was gering. De landbouwbedrijven waren doorgaans klein. Wel zorgde de grens voor enige bedrijvigheid, zoals de komst van commiezen die de grens moesten bewaken en smokkel tegengaan.
Een zwarte tijd was de Eerste Wereldoorlog. De grens was afgesloten door een grensversperring die onder hoogspanning stond en een aantal slachtoffers maakte. De grote prijsverschillen tussen Nederland en België maakten het smokkelen tot een winstgevende bezigheid. Het aanvankelijk gemoedelijke smokkelen ontaardde geleidelijk in harde criminaliteit. De EU heeft de prijzen in beide landen min of meer gelijkgetrokken.
Bij het begin van de Tweede Wereldoorlog is de kerk beschoten door de Duitsers maar weer hersteld.
Eede lag bij het einde van de bezetting in de frontlinie. De Canadezen lagen achter het Leopoldkanaal, en het 1 km noordelijker gelegen Eede was nog bezet. Op 12 september 1944 werden er op de kerk granaten afgevuurd. De Duitsers evacueerden Eede op 17 september 1944, waarna ze een groot deel van het dorp verwoestten om vrij schootsveld te krijgen. De Canadezen deden de rest. Toen het dorp op 18 oktober 1944 werd bevrijd was 90% van de huizen verwoest.
Na de Tweede Wereldoorlog werden er twee grote coöperatieve vlasfabrieken gebouwd in Eede, de Eedesche Roterij van een aantal grote vlassers en de Vlasfabriek "Vlasserswelzijn" van vele kleine vlasfabrikanten.
De huidige Maria Hemelvaartkerk is ingewijd in 1951.
Tegenwoordig heeft Eede een bescheiden bedrijventerrein. Daarop vindt men onder andere Metaal Industrie Aardenburg (MIA), een bedrijf uit 1950 dat oorspronkelijk in Aardenburg gevestigd was. Het vervaardigt metalen roosters voor de procesindustrie.

## Bezienswaardigheden

### Monument Wilhelmina

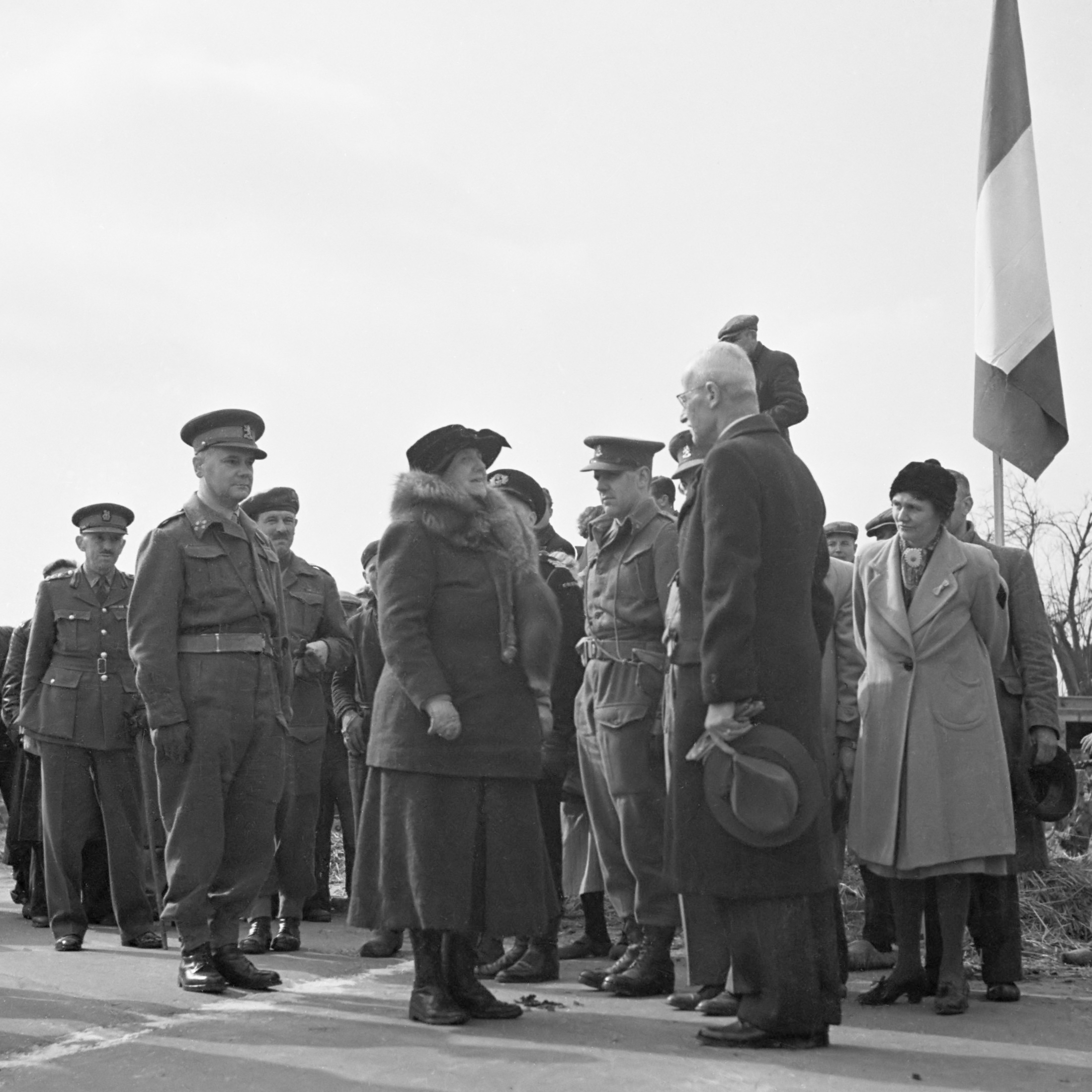
Wilhelmina passeert de grensstreep, voor de gelegenheid gemaakt met meel, in Eede (Willem van de Poll, 13 maart 1945)

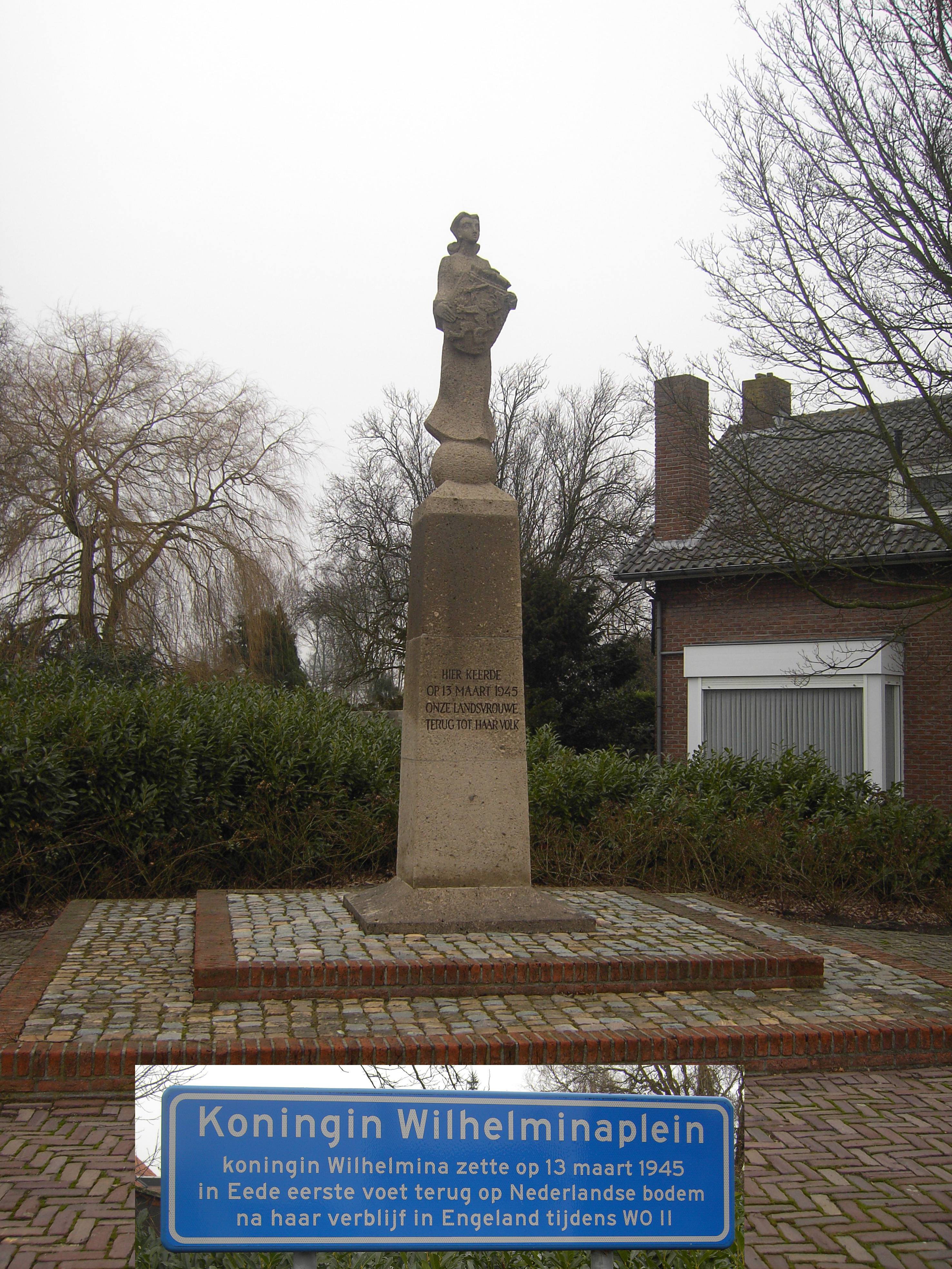
Monument in Eede

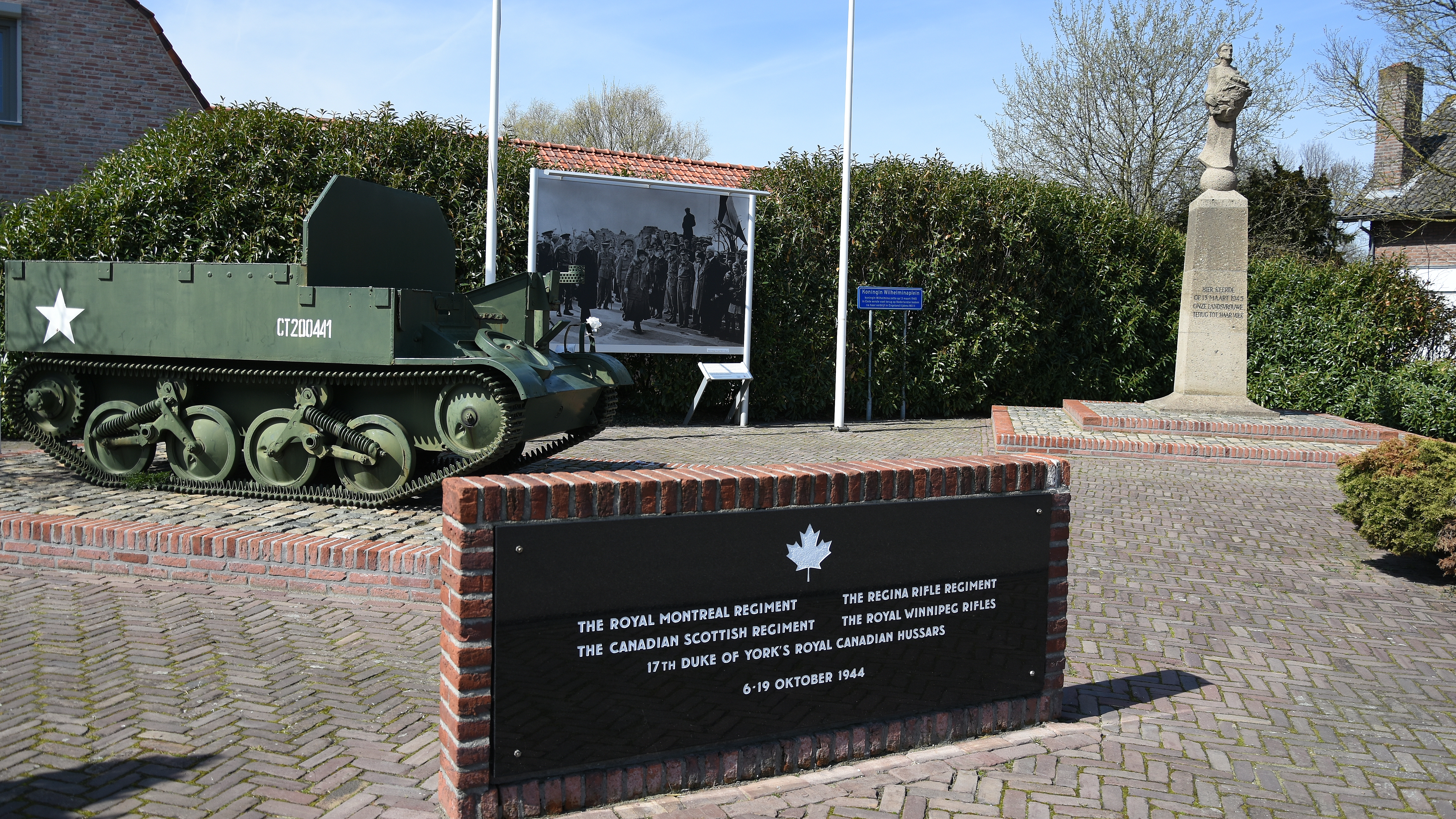
Monument in Eede

Eede kreeg landelijke bekendheid toen Koningin Wilhelmina hier op 13 maart 1945 voor het eerst weer voet op Nederlandse bodem zette, na haar bijna vijf jaar lange ballingschap in Engeland tijdens de Tweede Wereldoorlog. Op 13 maart 1954 werd hier het Nationaal Monument "De Nederlandse Maagd" ter herinnering aan deze gebeurtenis door Koningin Juliana onthuld, vervaardigd door de Limburgse beeldhouwer Peter Roovers (1902-1993). In 1984 zijn drie onderdelen aan het monument toegevoegd: een geallieerd rupsvoertuig, een plaquette met de namen van de Canadese regimenten die hier vochten en een plaquette met de namen van veertig oorlogsslachtoffers uit de toenmalige gemeente Aardenburg. In maart 2005 vonden in Eede diverse activiteiten plaats in het kader van de 60-jarige herdenking van de grensoverschrijding door Koningin Wilhelmina.

### Luchtwachttoren

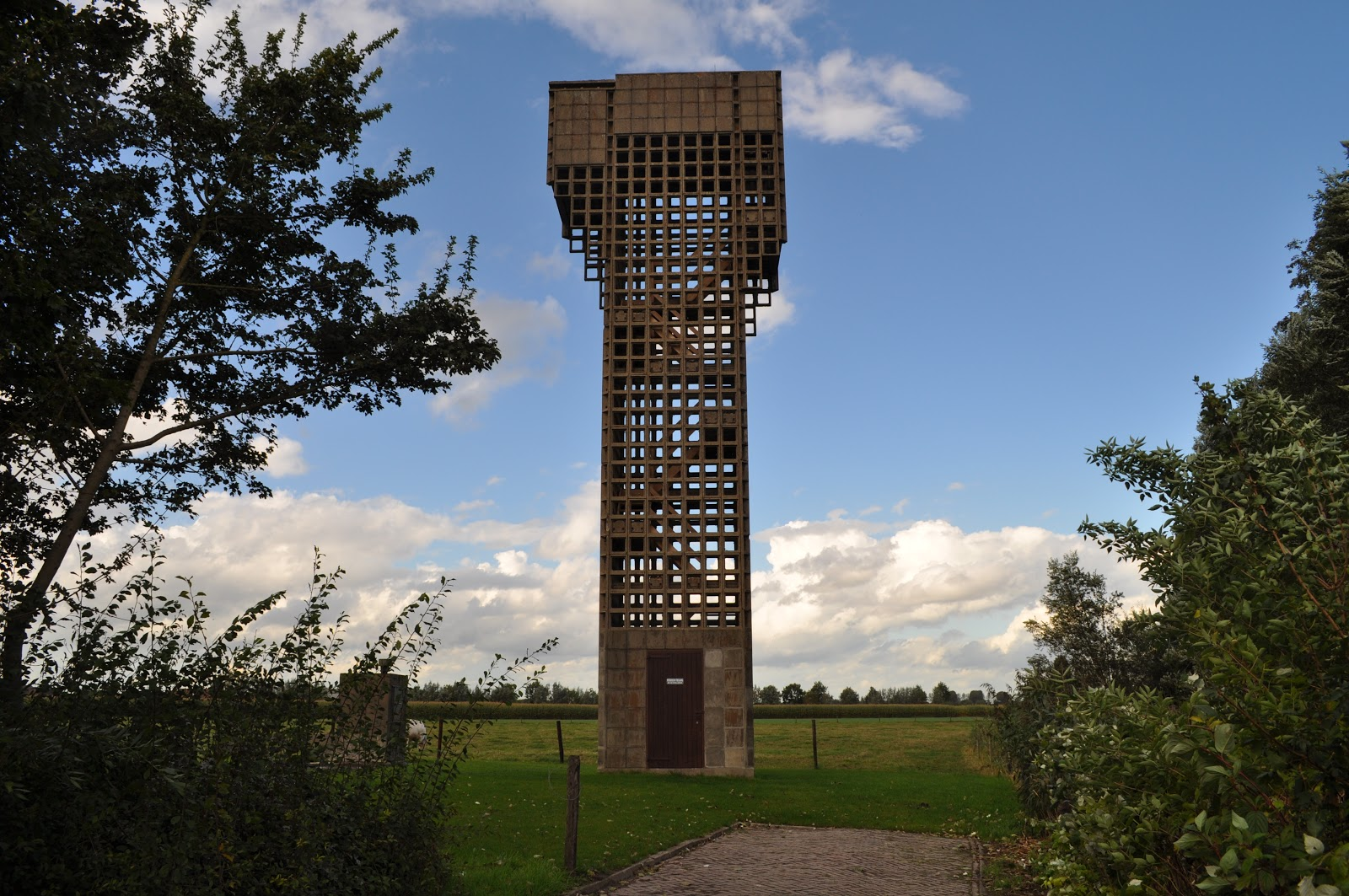
Luchtwachttoren 3W3 – Aardenburg

In Eede staat een luchtwachttoren uit de Koude Oorlog. Deze toren maakte onderdeel uit van een netwerk van uitkijkposten dat tussen 1950 en 1960 is opgezet om laagvliegende vliegtuigen te kunnen signaleren. De toren is gemaakt van pre-fabriceerde betonelementen. De toren in Eede, postnummer 3W3, is gebouwd in 1953 en werd door Defensie aangeduid als luchtwachttoren Aardenburg. Boven op de toren is een observatiedek van 3x3 meter en het dek ligt 13,92 meter boven het maaiveld. Werd een vliegtuig gesignaleerd dan werd dit doorgegeven aan het luchtwachtcentrum in Breda. Na de opheffing van het Korps Luchtwachtdienst is de toren in gebruik genomen door de Bescherming Bevolking (BB) eveneens als observatiepost maar om een atoombominslag te lokaliseren. In 1968 is hiervoor nog een kleine betonnen atoomschuilkelder gebouwd. In 1980 werd ook deze BB-taak beëindigd en raakte de toren buiten gebruik. In 2005 heeft de Stichting Militair Erfgoed de luchtwachttoren en de naastgelegen bunker overgenomen.

## Bestuurlijke status
Van 1796 tot 1 april 1941 was Eede een zelfstandige gemeente. Op die datum werd het samen met de gemeente Sint Kruis toegevoegd aan de toenmalige gemeente Aardenburg.

## Natuur en landschap
Eede ligt op de zuidrand van het zeekleipoldergebied op een hoogte van ongeveer 1,5 meter. Het gebied wordt gekenmerkt door akkerbouw en veehouderij. In het westen vindt men de Meulekreek die over korte afstand de Belgisch-Nederlandse grens volgt. In het noorden en oosten vindt men eveneens diverse kreken, zoals de Oude Biezenkreek, de Valeiskreek en de Eekloose Watergang.

## Nabijgelegen kernen
Aardenburg, Middelburg, Sint Kruis, Sint-Laureins, Maldegem